# Matias Patrício de Macêdo
Dom Matias Patrício de Macêdo (Santana do Matos, 14 de abril de 1936) é Arcebispo Emérito na Arquidiocese de Natal.